# 瑟德纳县
瑟德纳县是印度的一個縣，位於該國中部，由中央邦負責管轄，面積7,502平方公里，識字率為73.79%，人口在2001至2011年期間增長19.17%，2011年人口2,228,619，人口密度每平方公里297人。

## 外部連結
- （页面存档备份，存于） list of places in Satna

24°20′24″N 80°33′00″E / 24.34000°N 80.55000°E